# Das Bildnis des Dorian Gray (1917)

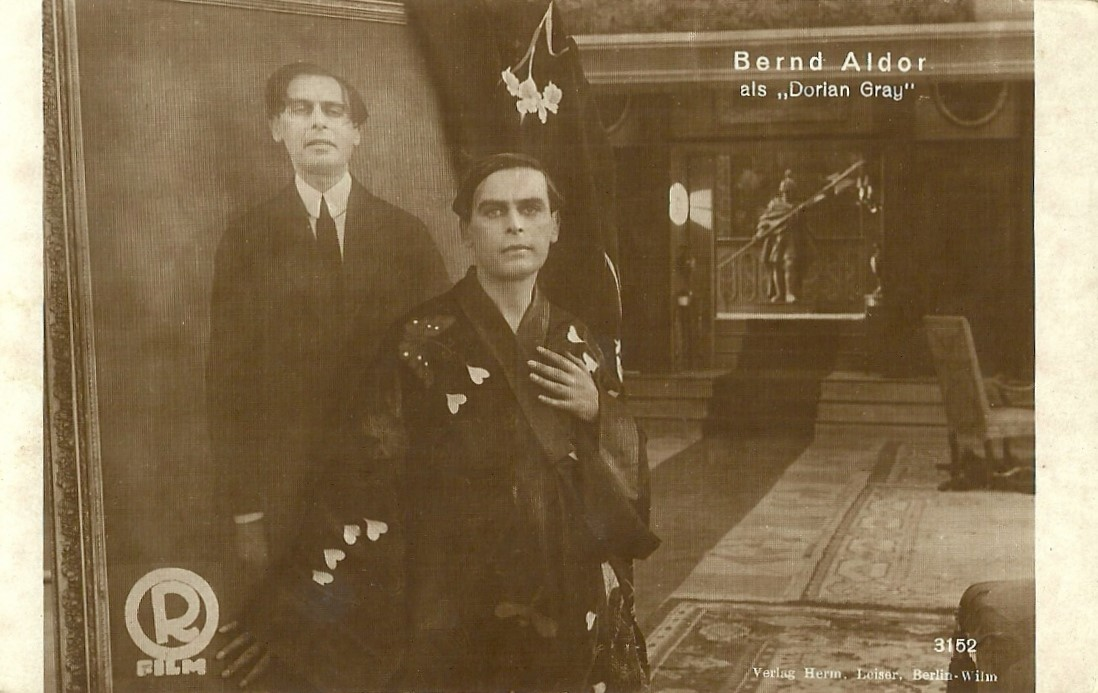
Bernd Aldor in "Das Bildnis des Dorian Gray" (Richard Oswald, 1917)

Das Bildnis des Dorian Gray ist eine deutsche Literaturverfilmung von Richard Oswald aus dem Jahr 1917, die auf Oscar Wildes gleichnamigem Roman basiert. Bernd Aldor verkörpert den Titelhelden. Es handelt sich um die fünfte Verfilmung des Stoffes.

## Handlung
Der junge Dorian Gray lebt gegen Ende des 19. Jahrhunderts in London. Während der Maler Basil Hallward ein Porträt von ihm malt, begegnet Dorian dessen Freund Lord Henry Wotton, der ihn dazu bringt zu glauben, dass Jugend der einzige Wert im Leben sei. Als das Porträt fertig ist, wünscht sich Dorian, für immer so jung und schön zu sein, wie das Bild ihn zeigt, während dieses an seiner Stelle altern solle.
Dorian verliebt sich in die Sängerin Sibyl Vane und plant, sie zu heiraten, verlässt sie aber wieder, und verschuldet damit den Tod der jungen Frau, die ihn abgöttisch geliebt hat. Nach Sybils Selbstmord stellt Dorian Gray die erste Veränderung an seinem Porträt fest, in dem sich nun ein Zug von Gemeinheit widerspiegelt. Dorian erkennt, dass sein Wunsch sich erfüllt hat und sein Porträt sich an seiner Stelle verändert. Seine Wahrnehmung führt dazu – er befindet sich nach wie vor unter dem Einfluss Lord Henry Wottons –, dass er nun nur noch seinen Vergnügungen nachgeht und vollkommen verantwortungslos lebt. Mit seinem Verhalten stürzt er auch einige seiner Freunde ins Unglück.
Das Bild, das nicht nur an seiner Stelle altert, sondern auch die Spuren seines gewissenlosen Verhaltens offenbart, versteckt er. Als sein Freund Basil Hallward ihn dazu bringt, ihm das Porträt zu zeigen, führt die seelische Deformation Dorian Grays dazu, dass er Hallward, den Maler des Bildes, tötet.
Er erpresst einen ehemaligen Freund, die Leiche zu beseitigen, der dies auch tut, sich aber kurz darauf selbst richtet. Keiner der beiden Todesfälle wird mit Dorian Gray in Verbindung gebracht. Allerdings ist Sibyl Vanes Bruder James seit dem Tod seiner Schwester auf der Suche nach ihm. Als James Vane bei einem Unfall ums Leben kommt, wird Dorian sich bewusst, dass es nun niemanden mehr gibt, der sein Geheimnis kennt und verraten kann und dieses somit für immer unentdeckt bleiben wird. Ihm wird aber auch klar, wie viel Schaden er anderen Menschen zugefügt hat.
Dorian wendet sich daraufhin seinem Bild zu und sticht mit einem Messer in das Herz seines verhängnisvollen Selbstporträts, um sich von dessen Einfluss zu befreien, womit er aber auch zugleich sein Leben beendet. Als er später gefunden wird, befindet sich das Porträt wieder in dem Zustand wie es seinerzeit von Basil Hallward gemalt worden war. Dorian Grays Gesicht hingegen zeigt die Züge eines alten Mannes mit all den Spuren der Veränderungen, die in seinem Inneren vorgegangen sind.

## Hintergrund
Für die Bauten war Manfred Noa zuständig, die Produktionsfirma war die Richard Oswald-Film GmbH Berlin. Der Film hatte eine Länge von fünf Akten auf 1.766 Metern, was ca. 86 Minuten entspricht. Die Zensurprüfung war ebenso wie die Uraufführung im Juli 1917. Die Polizei Berlin belegte den Film mit einem Jugendverbot (Nr. 40776).

## Kritik
Der Kinematograph schrieb 1917, dass Oswald die Figur des Dorian Gray „mit ausserordentlicher Liebe behandelt“ und sie dem Zuschauer „menschlich nahe gebracht“ habe. Aus Oswalds Arbeit spreche „grosser künstlerischer und sittlicher Ernst, der sie zu einer eigenartigen und wertvollen Erscheinung stempelt.“ Gelobt wurde Hauptdarsteller Bernd Aldor, der „der beste Vertreter [sei], den man sich für Dorian Gray denken kann. Er drängt alle Leistungen zurück, von denen noch die der Herren Pittschau und Ludwig als besonders beachtenswert zu erwähnen sind.“
Die Lichtbild-Bühne stellte ebenfalls fest, dass Aldor im Film „eine hervorragende Leistung geschaffen hat“, schätzte jedoch die Leistung des Regisseurs als Hauptgrund für die gelungene filmische Umsetzung des Romanstoffes ein. Das Bildnis des Dorian Gray sei bedeutender als Oswalds Es werde Licht! und die Leistung des Regisseurs „meisterhaft…“. Oswald habe „das Ziel erreicht“, das, „was Wilde in seinem Werk in so feinsinniger Weise zu offenbaren such[e]“, in den „fünf Akten seines Werkes dem großen Meister im Bilde [nachzuahmen]. Selbst die feinsten Nuanzierungen [habe] er durch seine meisterhafte Regie darzutun verstanden und sich damit zweifellos ein Verdienst erworben,…“

## Filmverleih und weitere Verfilmungen
Nach Angaben auf der Seite filmportal.de scheint der Film noch zu existieren.
- Weitere Verfilmungen siehe → Das Bildnis des Dorian Gray.